# Route nationale 22.1
Pour les articles homonymes, voir Route nationale 22.
La route nationale 22.1 (en serbe cyrillique : Магистрала 22.1 ; en serbe latin : Magistrala 22.1 ; en abrégé : M-22.1) était une route nationale de Serbie. Elle reliait Horgoš, une localité située à la frontière hongroise, à Belgrade.
Sur la totalité de son parcours, elle était parallèle à la route européenne E 75. Elle effectuait la plus grande partie de son trajet dans la province autonome de Voïvodine.

## Parcours
La nationale M22.1 prolongeait une route venant de Szeged en Hongrie. Elle trouvait son origine à Horgoš, s'orientait d'abord vers l'ouest et traversait Palić et Subotica, où elle a croisé la M-17.1 et la M-24. Elle s'orientait vers le sud, passait à Žednik, à Bačka Topola, à Mali Iđoš et à Feketić. Elle traversait alors l'autoroute A1 et arrive à Srbobran, où elle avait rencontrée la nationale M-3. Elle passait à Sirig puis à Novi Sad, où elle a croisé la nationale M-7 et la nationale M-21 et traverse le Danube. Elle arrivait à Petrovaradin, à Sremski Karlovci, à Inđija, à Stara Pazova puis à Nova Pazova. Elle a quitté alors la province autonome de Voïvodine et terminait son parcours à Belgrade.

## Surnom
La nationale M22.1 était surnommée l'« allée des colverts » en raison des nombreux lacs qu'elle longeait sur son parcours.

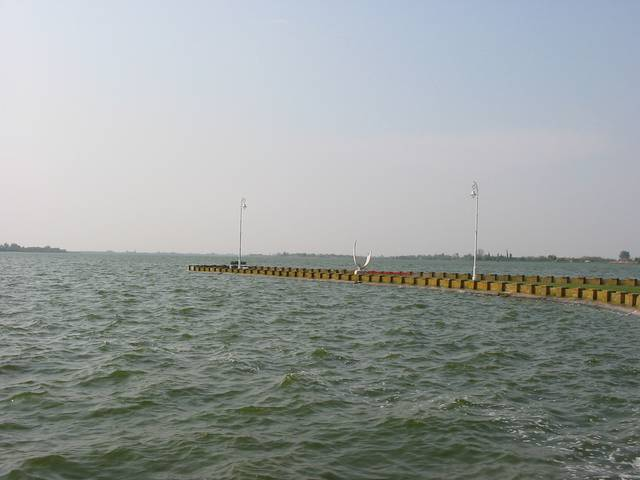
Le lac de Palić
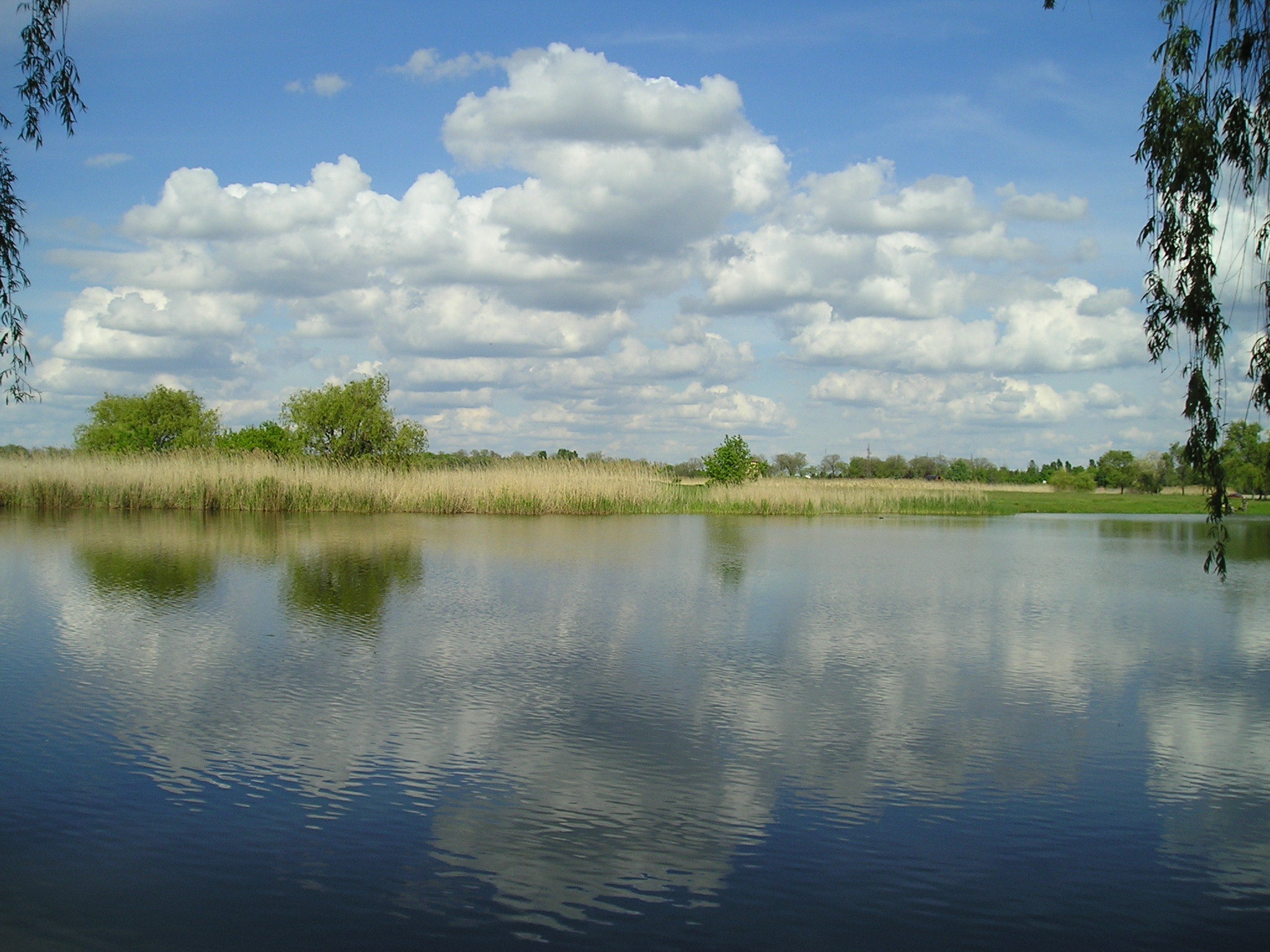
Le lac de Zobnatica, près de Bačka Topola